# Pepsinogen
Das Peptid Pepsinogen ist die inaktive Vorstufe des Verdauungsenzyms Pepsin. Letzteres entsteht unter der Einwirkung von Salzsäure durch die Abspaltung von 44 Aminosäuren. Pepsinogen wird in den Fundusdrüsen im Magen produziert.
Pepsinogen (Molekülmasse: 42.500) wird als sog. Zymogen – eine inaktive Enzymvorstufe – von den Hauptzellen des Magens gebildet und abgegeben. Die Abspaltung erfolgt am N-terminalen Ende autokatalytisch in saurem Milieu. Dieser Mechanismus gewährleistet, dass das Pepsin nicht bereits in den Zellen selbst zelleigene Bestandteile verdaut.
Die Bildung von Pepsinogen wird u. a. durch Gastrin und vermutlich auch schon durch das Gastrin Releasing Peptid (GRP) angeregt.

## Geschichte
Ende des 19. Jahrhunderts war die Rolle von Pepsin als verdauendes Agens des Magens etabliert, man hielt jedoch noch Jahrzehnte an der Vorstellung fest, Enzyme wären kleine Moleküle, die an Protein als Trägersubstanz gebunden seien. Langley beobachtete bereits 1882, dass ein leicht alkalischer Extrakt der Magenmucosa eine inaktive Vorstufe des Pepsins enthielt, die sich durch Ansäuerung zu Pepsin konvertieren ließ. Die Isolierung und Kristallisierung von Pepsinogen geschah 1936 durch Herriott und Northrop, nachdem Northrop dasselbe mit Pepsin im Jahr 1930 gelungen war. Die Arbeiten dieser beiden Forscher klärten nicht nur die Existenz und Eigenschaften dieser Substanzen auf, sondern bestätigten auch allgemein die Tatsache, dass Proteine katalytische Aktivität besitzen können, wofür Northrop zusammen mit Sumner 1946 den Chemie-Nobelpreis erhielten.